# Campus virtual
El Campus Virtual és una plataforma educativa en línia on l'alumnat accedeix als elements i eines d'ensenyament o aprenentatge proporcionades pel professorat, i permet capacitar i formar alumnes utilitzant diferents recursos tecnològics sense necessitat de coincidir ni en l'espai ni en el temps.
És un centre educatiu sense la necessitat d'un lloc físic, en el qual es poden desenvolupar els coneixements necessaris de manera no presencial.
Permet intercanviar idees entre alumnat, exercicis, documents, articles. A més a més, també permet una interacció directa amb el professorat, que facilita enormement el procés d'aprenentatge. Per accedir a aquesta plataforma cal connexió a internet.

## Contextualització
El campus virtual va néixer als anys noranta com una modalitat de formació associada a l'educació a distància i a l'ús d'Internet en l'educació superior. Internet es un catalitzador radical per a la renovació i millora pedagògica de l'ensenyament universitari.
Hi ha diferents nivells d'ús i desenvolupament de les accions educatives. És per això que podem identificar diferents nivells d'integració i ús dels recursos d'Internet en un contínuum que va del simple al complex, que evoluciona des d'Internet com un element ad hoc a la pràctica docent convencional, fins a la creació d'escenaris virtuals d'ensenyament.
- Nivell I: Edició de documents convencionals en HTML. És el nivell més bàsic. Publicar els apunts o documents de l'assignatura en un web personal.
- Nivell II: Elaboració de material didàctic electrònic o tutorials per al WWW. Elaboració de material d'estudi o tutorials per part de l'estudiant per a l'assignatura.
- Nivell III: Disseny i desenvolupament de cursos en línia semipresencials. Dissenyar i desenvolupar cursos o programes formatius que combinin l'oferta d'un tutorial en línia amb reunions o sessions de classe presencials entre l'alumnat i el docent
- Nivell IV: Dissenyar l'educació completament virtual. Dissenyar i desenvolupar un curs o programa educatiu totalment a distància i virtual recolzant-se la comunicació entre professor i alumnat exclusivament a través de xarxes telemàtiques.

En els últims anys l'educació en línia s'ha expandit i consolidat àmpliament en tots els nivells educatius i en situacions formals i no formals d'aprenentatge. Són moltes les causes que estan impulsant l'auge d'aquest tipus de formació com ara una major integració de les tecnologies digitals en la vida diària i en la formació, la flexibilitat d'accés, la individualització, l'aprenentatge actiu, etc.

## Diferències entre campus virtual i aula virtual
El campus virtual és l'espai virtual d'un centre educatiu on es troben totes les assignatures, els cursos, el calendari global, la biblioteca o el servei d'atenció. En canvi, l'aula virtual és l'espai específic per a cada assignatura, on es poden trobar els recursos, els continguts, les tasques, les programacions o el pla d'estudis de l'assignatura. És a dir, el campus virtual és el rebedor i les aules virtuals les habitacions. Per tal d'accedir al campus, l'alumnat necessita un nom d'usuari i una contrasenya.

## Rols
Un rol és una col·lecció de permisos definida per a tot el sistema on es poden assignar a usuaris específics en contextos específics. La combinació de rols i context defineixen l'habilitat d'un usuari específic per a fer alguna cosa en alguna pàgina. Els exemples més comuns són els rols d'estudiant i docent en el context d'un curs.

### Rol del docent
El docent virtual és el facilitador en un procés d'ensenyament-aprenentatge, un mediador, un motivador, un dinamitzador i un guia de les diferents fonts d'informació en un ambient virtual. Un docent virtual ha de posseir la capacitat de motivar, dinamitzar els espais comunitaris, valorar les contribucions personals dels estudiants, afavorir el treball en equip i fer un seguiment personalitzat de tots i cadascun dels alumnes. El docent virtual ha d'ajustar-se al perfil de cada estudiant perquè cada alumne marque el seu propi ritme d'aprenentatge.

### Rol de l'estudiant
L'entorn virtual millora les opcions que poden tenir els alumnes en la cerca d'informació i elimina la temporalitat característica d'una classe presencial. Aleshores la responsabilitat es torna més compartida entre docent i alumne en el procés d'aprenentatge.
El rol de l'estudiant en l'entorn virtual és actiu durant el procés d'aprenentatge, ja que passa de ser un receptor d'informació (d'acord amb el mètode tradicional d'ensenyament) a un d'investigador i administrador de la informació. Això genera una gran responsabilitat, ja que ja no és el docent qui estableix els límits d'informació que processarà en cada unitat, per a cada examen o prova, sinó que serà l'estudiant mateix qui ho farà.

En el cas de la plataforma Moodle, es poden trobar els següent rols:
- Administrador de la plataforma en línia - control total
- Mànager (Gestor) - un rol d'administrador menor
- Creador de curs - pot crear cursos
- Professor - pot gestionar i afegir continguts als cursos
- Professor no-editor (docent sense permís d'edició) pot qualificar dins dels cursos, però no pot editar-los
- Estudiant - pot accedir i participar en cursos
- Convidat - pot veure cursos, però no hi participa
- Usuari identificat - el rol que tenen tots els usuaris en la plataforma
- Rol d'usuari identificat en la portada - un rol d'usuari amb accés sols per a la secció principal de la plataforma.[9]

## Aportacions a l'aprenentatge[10]
| EDUCACIÓ | DOCENT | ALUMNAT |
| Gestió efectiva del temps Superació de les limitacions de temps-espai                                                  | Poden compartir materials i col·laborar en projectes educatius conjunts                                                                                          | L’usuari estableix el seu propi horari adaptant-lo a les seues necessitats                                                     |
| Major comoditat i llibertat a l’hora de crear i desenvolupar tasques                                                   | Monitoritza l’acció formativa a través d’eines de supervisió en línia que li permeten controlar el desenvolupament de la classe, les aportacions i la interacció | Accés a un material didàctic que permet una major comprensió dels temes vistos                                                 |
| Desenvolupament d’habilitats tecnològiques i una àmplia cultura computacional                                          | Distribució de la informació de forma ràpida a tots els participants                                                                                             | Suposa un desenvolupament d’una programació autònoma del treball                                                               |
| Assequibilitat econòmica i estalviament de recursos materials                                                          | Assessoria permanent dels tutors/es als/les respectius alumnes                                                                                                   | Adquisició d’un aprenentatge més actualitzat                                                                                   |
| Retroalimentació immediata de les avaluacions i avaluació de forma diferenciada als estudiants                         | Interactivitat evident: connecta companys i tutors de manera sincrònica o asincrònica, podent ser revisats els continguts quantes vegades siga necessari         | Augmenta el sentit de la responsabilitat sobre l’aprenentatge adquirit, desenvolupant-lo de manera significativa i de qualitat |
| Enriquiment de l’aprenentatge amb capacitats creatives i constructives (creació d’aprenentatges de manera inconscient) | Actualització permanent del material treballat | Proporciona un entorn d’aprenentatge i treball cooperatius                                                                     |
| Permet accedir a l'educació des de qualsevol país (millor accés i més igualtat).                                       | Organització del contingut i planificació d’activitats docents fomentades amb major base tecnològica                                                             | |
| Sistematitza coneixements                                                                                              | Interacció entre estudiants, estudiants i professors/es des de l'espai virtual                                                                                   | Interacció entre estudiants, estudiants i professors/es des de l'espai virtual                                                 |
| Innovació tecnològica i pedagògica que permet el desenvolupament de competències digitals per al segle XXI             | Millora la comunicació entre professor/alumne perquè agilitza la comunicació                                                                                     | Millora la comunicació entre professor/alumne perquè agilitza la comunicació                                                   |
| Major concentració i accés a la informació i el coneixement referit a diversos temes de les assignatures               | Prepara a l’alumne per a la seua futura labor professional | Prepara a l’alumne per a la seua futura labor professional                                                                     |
| Facilita la participació i interacció individual i col·lectiva.                                                        | | |
| Agilitza els tràmits administratius                                                                                    | | |

## Limitacions a l'aprenentatge[14][15]
| RECURSOS HUMANS | TECNOLOGIA | CONTINGUTS/INFORMACIÓ | INSTITUCIONS                                                                              |
| La motivació i l'estimulació de les actituds emotives-positives de l’alumnat pot ser complicada (aïllament, poc compromís i desmotivació) | Necessitat d’entrenament addicional en l’ús de la tecnologia digital                                              | Utilització d’informació d’Internet no fiable | Desafiaments infraestructurals (necessitat d’una xarxa massiva i bona)                    |
| Reducció de relacions socials | Insuficient domini de les habilitats informàtiques en els estudiants                                              | Possible pèrdua de continguts per la inestabilitat de la informació en Internet                                                                            | Disponibilitats d’ordinadors en espai i temps                                             |
| Planteja un canvi de rol en el/la docent i en l’alumnat que encara resulta difícil d’assimilar.                                           | Factors externs que distrauen                                                                                     | L'excés d'informació. Els professors solen caure en la temptació de posar a la disposició de l'alumne molta més documentació que si li l'entregaren en mà. | Oferir un campus virtual que és simplement un model tradicional que usa recursos digitals |
| Desconfiança davant la falta de comunicació entre professors/es i alumnes i companys/es                                                   | Problemes tècnics (quan la tecnologia deixa de funcionar es perd la capacitat de seguiment) o errors de seguretat | Major temps de preparació que l'ensenyament tradicional, ja que requereix presentar de manera explícita les metodologies d'aprenentatge.                   | Falta d’actualització constant (recursos i materials obsolets)                            |
| Avanç tecnològic ràpid que requereix contínua actualització de professors, alumnes i institució educativa.                                | | |                                                                                           |

## L’accessibilitat
L'accessibilitat és el grau en el qual les persones poden utilitzar un objecte, visitar un lloc o accedir a un servei, independentment de les seves capacitats tècniques, psíquiques o físiques.
Un alt grau d’accessibilitat possibilita que totes les persones puguin tenir una participació plena i independent en tots els aspectes de la vida: entorn físic, transport, comunicacions o informació i noves tecnologies. L’accessibilitat a un entorn tecnològic es defineix com accessibilitat web o digital, i fa referència al disseny de campus virtuals, webs, apps i continguts digitals accessibles per a totes les persones amb la finalitat de reduir l'escletxa digital.
L’accessibilitat web es refereix a l’accés universal a la web, però no només per les capacitats dels usuaris sinó també per les característiques del programari, maquinari, infraestructura de xarxa, cultura o idioma.
L’organisme internacional encarregat de promoure l’accessibilitat al món és el World Wide Web Consortium (W3C), especialment a partir de la iniciativa Web Accessibility Initiative (WAI) que desenvolupa pautes d’accessibilitat web a partir de la guia Web Content Accessibility Guidelines (WCAG).  
Un campus virtual accessible ha de complir un seguit de criteris que es basen en l’accessibilitat de tots els seus elements:
- La plataforma de gestió de l’aprenentatge ha de ser accesible, això inclou els serveis col·laboratius que ofereix (correu electrònic, forums de debat, xats, etc.), possibles serveis d’edició (com editors de text), altres serveis que requereixin utilitzar software complementari (com cercadors, reproductors de so i vídeo, etc).

- Els recursos educatius que es publiquin a la plataforma d’aprenentatge han de ser accessibles (documents, presentacions, etc). Si la plataforma d'aprenentatge és accessible però els recursos educatius no ho són, el campus virtual no es pot considerar accessible.

## La influència de la web 2.0
El terme Web 2.0 fa referència als llocs web de segona generació dissenyats per permetre als usuaris col·laborar i compartir informació d’una manera interactiva. Alguns exemples de la web 2.0 són els wikis, els blogs, les xarxes socials, o la folcsonomia.
En l'entorn educatiu, la incorporació de la Web 2.0 a les aules ha permès introduir noves metodologies educatives basades en la Docència 2.0, que utilitza les eines de la web 2.0 a l'aula en el procés d'ensenyament i aprenentatge dels alumnes.
La web 2.0 en un campus virtual incrementa la interacció entre els diferents membres de la comunitat educativa i entre els usuaris i els continguts, fa possible un accés més senzill a la informació i recursos, i facilita la innovació en la presentació d’activitats i treballs. Totes aquestes millores es basen en un seguit d’eines pròpies de la web 2.0 que faciliten la col·laboració, la comunicació, la creació i publicació i l'avaluació.